# Enrico Brignola
Enrico Brignola (Caserta, 8 juli 1999) is een Italiaans voetballer die doorgaans speelt als aanvaller. In februari 2025 verruilde hij Catanzaro voor Ternana.

## Clubcarrière
Brignola speelde in de jeugdopleiding van Benevento en werd een tijd verhuurd aan AS Roma, waar hij in de jeugd speelde. Op 17 september 2016 werd met 1–1 gelijkgespeeld op bezoek bij Latina en Brignola mocht elf minuten voor tijd invallen. In het seizoen 2016/17 promoveerde Benevento naar de Serie A. Op dit niveau kwam hij tot aan december niet in actie, maar daarna speelde hij regelmatig mee. Zijn eerste doelpunt maakte hij op 6 januari 2018. Op die dag ging Sampdoria nog met een voorsprong de rust in door een treffer van Gianluca Caprari. Door twee doelpunten van Massimo Coda kwam Benevento hierna op voorsprong en Brignola, die de hele wedstrijd speelde, maakte de derde goal van Benevento in de blessuretijd. Hierna deed Dawid Kownacki nog iets terug: 3–2.
Benevento degradeerde na één jaar weer terug naar de Serie B, maar Brignola verkaste in de zomer van 2018 voor circa drieënhalf miljoen euro naar Sassuolo, waar hij zijn handtekening zette onder een verbintenis voor de duur van vijf seizoenen. Voorafgaand aan het seizoen 2019/20 werd de aanvaller verhuurd aan Livorno. Brignola bracht het seizoen erna achtereenvolgens als huurling van SPAL en Frosinone door. Medio 2021 werd hij voor de vierde maal op rij verhuurd; dit keer nam zijn oude club Benevento hem tijdelijk over. Na de verhuurperiode haalde Benevento hem definitief terug, waarop hij verhuurd werd aan Cosenza. Deze verhuurperiode werd in januari 2023 geannuleerd, waarna hij opnieuw tijdelijk vertrok, nu naar Catanzaro. Na de verhuurperiode verkaste Brignola op vaste basis naar Catanzaro, dat gepromoveerd was naar de Serie B. Ternana nam hem in februari 2025 over.

## Clubstatistieken
| Seizoen | Club        | Competitie | Competitie | Competitie | Beker | Beker | Internationaal | Internationaal | Totaal | Totaal |
| Seizoen | Club        | Competitie | Wed.       | Dlp.       | Wed.  | Dlp.  | Wed.           | Dlp.           | Wed.   | Dlp.   |
| ------- | ----------- | ---------- | ---------- | ---------- | ----- | ----- | -------------- | -------------- | ------ | ------ |
| 2016/17 | Benevento   | Serie B    | 1          | 0          | 0     | 0     | —              | —              | 1      | 0      |
| 2017/18 | Benevento   | Serie A    | 18         | 3          | 1     | 0     | —              | —              | 19     | 3      |
| 2018/19 | Sassuolo    | Serie A    | 7          | 1          | 1     | 0     | —              | —              | 8      | 1      |
| 2019/20 | → Livorno   | Serie B    | 4          | 0          | 0     | 0     | —              | —              | 4      | 0      |
| 2020/21 | → SPAL      | Serie B    | 9          | 0          | 4     | 1     | —              | —              | 13     | 1      |
| 2020/21 | → Frosinone | Serie B    | 7          | 1          | 0     | 0     | —              | —              | 7      | 1      |
| 2021/22 | → Benevento | Serie B    | 23         | 0          | 1     | 0     | —              | —              | 24     | 0      |
| 2022/23 | Benevento   | Serie B    | —          | —          | —     | —     | —              | —              | 0      | 0      |
| 2022/23 | → Cosenza   | Serie B    | 20         | 2          | 1     | 0     | —              | —              | 21     | 2      |
| 2022/23 | → Catanzaro | Serie C    | 15         | 2          | 0     | 0     | —              | —              | 15     | 2      |
| 2023/24 | Catanzaro   | Serie B    | 20         | 3          | 2     | 0     | —              | —              | 22     | 3      |
| 2024/25 | Catanzaro   | Serie B    | 6          | 0          | 0     | 0     | —              | —              | 6      | 0      |
| 2024/25 | Ternana     | Serie C    | 1          | 0          | 0     | 0     | —              | —              | 1      | 0      |
| Totaal  | Totaal      | Totaal     | 131        | 12         | 11    | 1     | 0              | 0              | 142    | 13     |

Bijgewerkt op 12 februari 2025.